# William L. Wilson

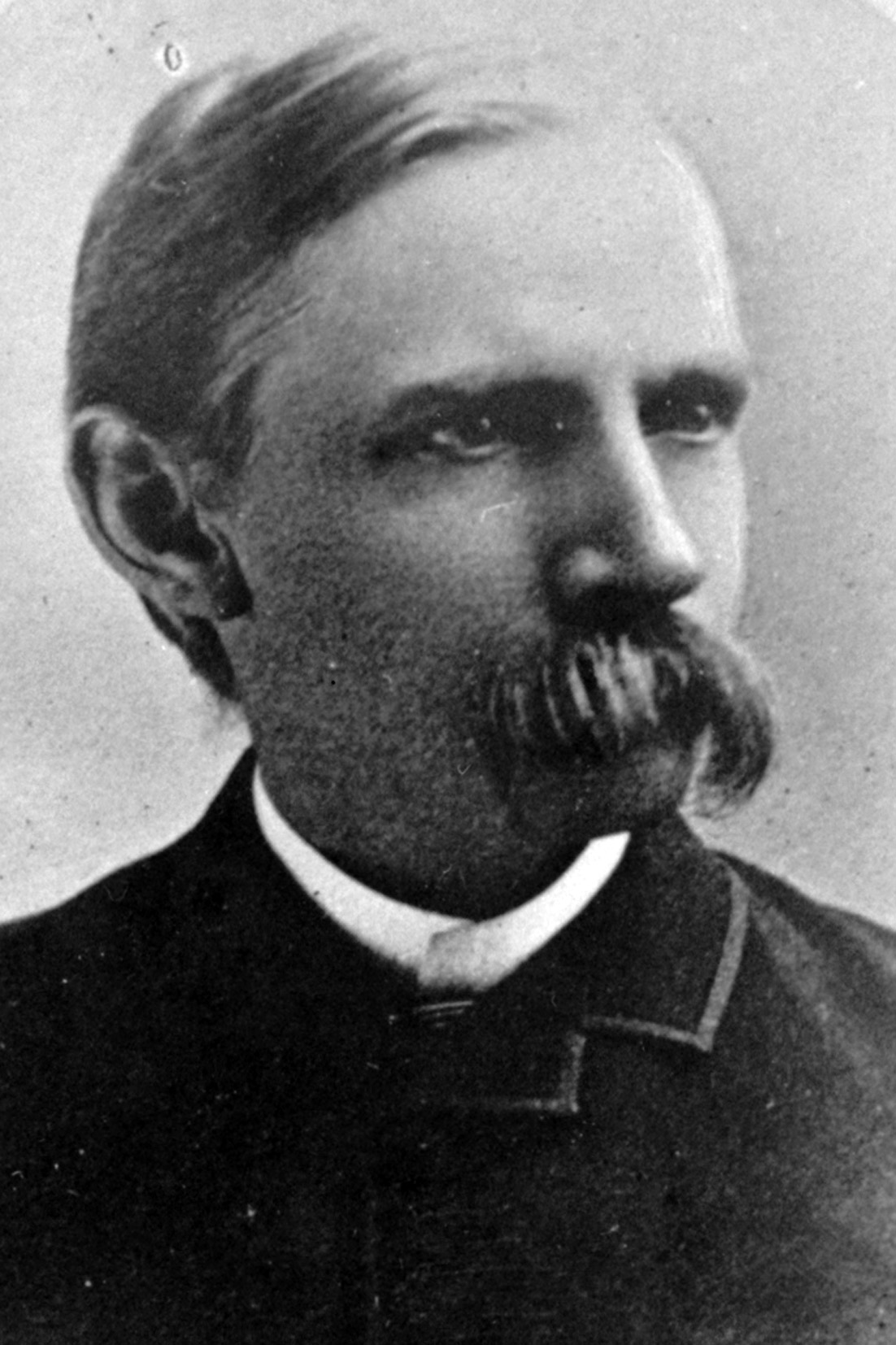
William L. Wilson

William Lyne Wilson (* 3. Mai 1843 in Charles Town, Jefferson County, Virginia; † 17. Oktober 1900 in Lexington, Virginia) war ein US-amerikanischer Politiker und Anwalt aus West Virginia. Innerhalb der Demokratischen Partei gehörte er zum konservativen Flügel der Bourbon Democrats.

## Werdegang
William Wilson wurde 1843 im heutigen West Virginia geboren. Er besuchte die Charles Town Academy, graduierte 1860 am Columbian College und studierte anschließend an der University of Virginia. Während des Sezessionskrieges diente er in der Konföderiertenarmee als Private bei der 12. Virginia Cavalry. Nach dem Krieg unterrichtete er einige Jahre am Columbian College, während er an der Law School studierte. Er wurde 1869 als Anwalt zugelassen und praktizierte dann in Charles Town.
Wilson war Delegierter zur Democratic National Convention von 1880 und wurde zum Präsidenten der West Virginia University gewählt – ein Amt, das er am 4. September 1882 antrat. Ferner wurde er 1883 als Demokrat ins US-Repräsentantenhaus gewählt sowie fünf Mal nacheinander wiedergewählt. Er verblieb dort bis 1895. Während dieser Zeit war Wilson Vorsitzender des Committee on Ways and Means von 1893 bis 1895 und ein Mitverfasser des Wilson-Gorman Tariff Act, der die US-Zollsätze herabsetzte.
Nachdem er den Kongress verlassen hatte, wurde Wilson 1895 zum Postmaster General im Kabinett von Präsident Grover Cleveland ernannt, eine Stellung, die er bis 1897 innehatte. Während dieser Zeit war der zukünftige Kriegsminister Newton D. Baker sein Privatsekretär. 1896 widersetzte er sich der Parteilinie durch seine ablehnende Haltung gegenüber dem Free Silver Movement, das vom demokratischen Präsidentschaftsnominierten William Jennings Bryan angeführt wurde. Viele Bourbon Democrats unterstützten den Kandidaten der National Democratic Party, John M. Palmer, der ein Unterstützer des traditionalen Goldstandards und der eingeschränkten Regierung sowie ein Gegner des Protektionismus war.
Nachdem er sein Amt als Postmaster General verlassen hatte, war Wilson als Präsident der Washington and Lee University tätig; in dieser Funktion folgte er auf George Washington Custis Lee. Er verstarb am 17. Oktober 1900 in Lexington und wurde auf dem Edgehill Cemetery in Charles Town beigesetzt.

## Ehrungen
Ein Teil der U.S. Route 340 zwischen Harpers Ferry und Charles Town, West Virginia ist zu seinen Ehren als William L. Wilson Freeway gekennzeichnet. 